# کوه اوروهنا
کوه اوروهِنا (به فرانسوی: Le mont Orohena)، 

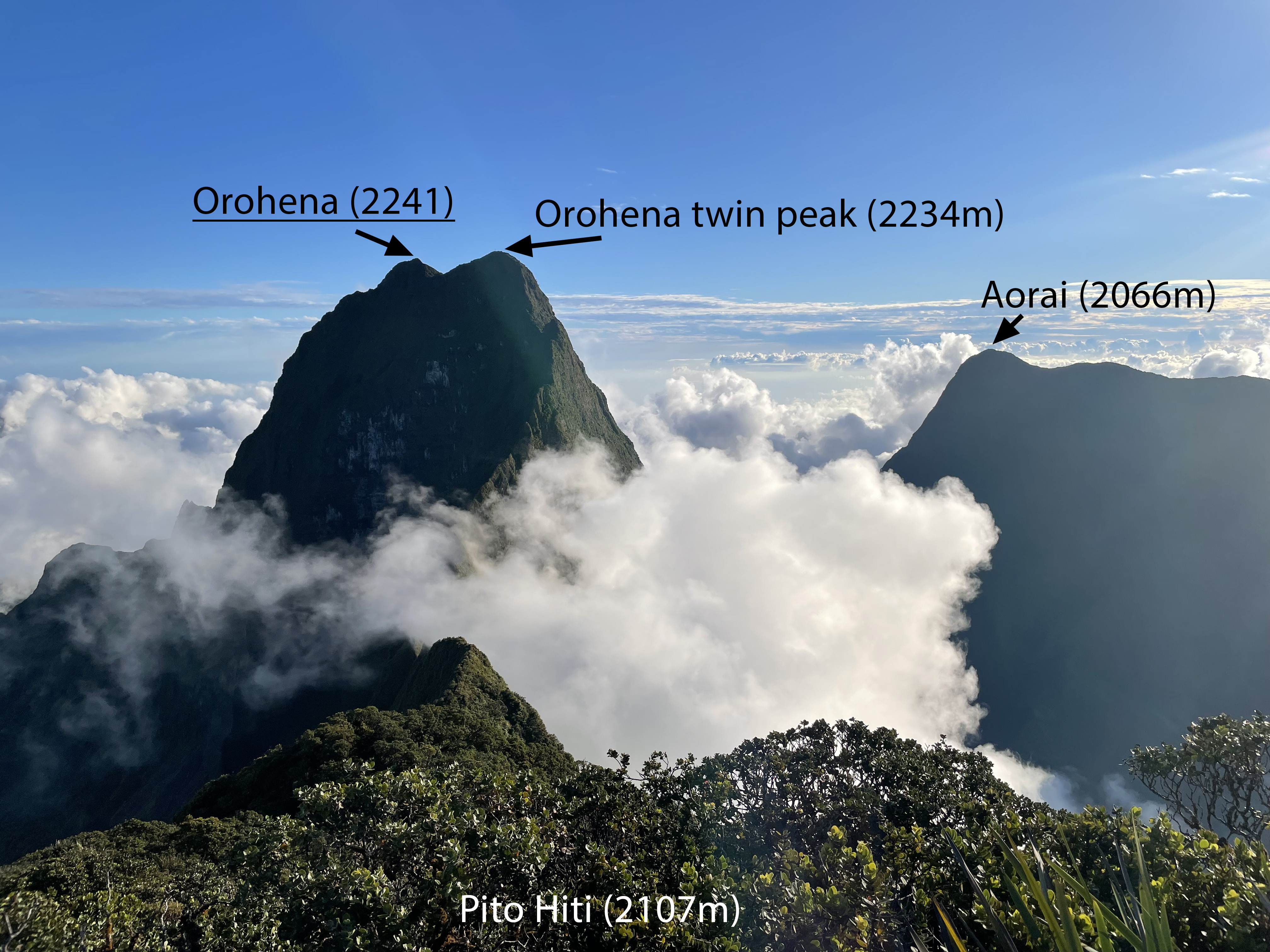
Mont Orohena, Orohena's slightly lower twin peak and Mont Aorai viewed from Mont Pito Hiti

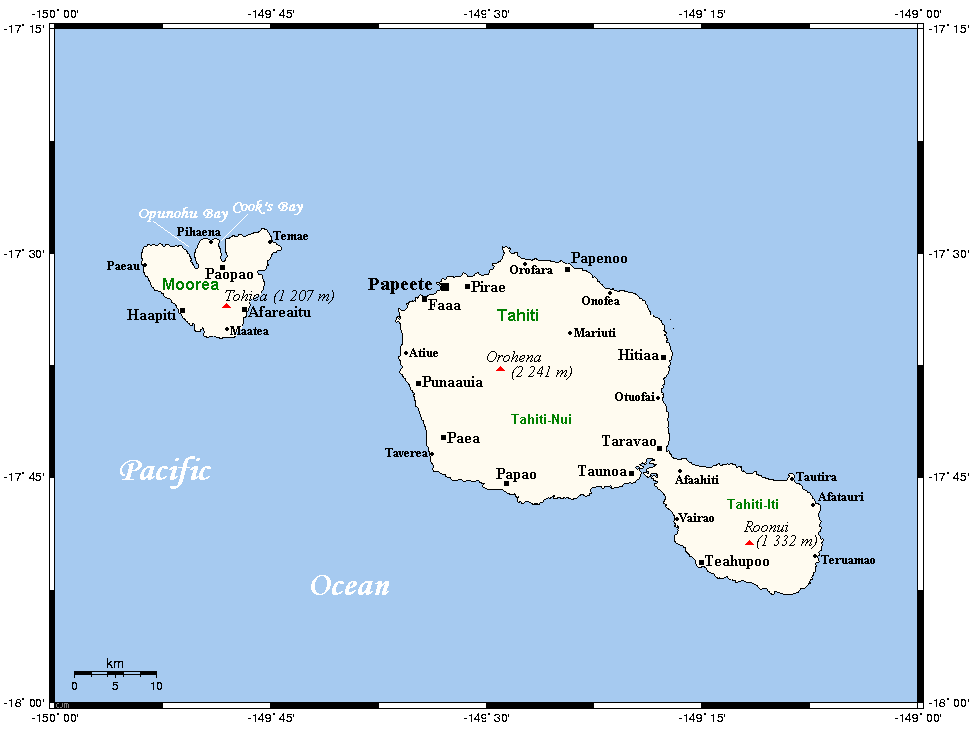
کوه اوروهِنا در مرکز تاهیتی قرار دارد.

(به تاهیتیایی: Mouʻa ʻOrohena) کوهی است که درجنوب اقیانوس آرام و در جزیره تاهیتی واقع شده است. این کوه با ارتفاعی ۲٬۲۴۱ متر (معادل با ۷٬۳۵۲ فوت) از سطح دریا، مرتفع‌ترین نقطه در تاهیتی و همچنین در پلی‌نزی فرانسه است. کوه اوروهِنا یک آتشفشان خاموش است و از نظر جداسازی توپوگرافی در رتبه هفتم در جهان قرار دارد.